# Wadi Maghara
Wadi Maghara (arab. وادي المغارة) – ued w zachodniej części półwyspu Synaj w muhafazie Synaj Południowy w Egipcie.